# Thomas Stalker
Thomas Stalker est un boxeur britannique né le 30 juin 1984.

## Carrière
Médaillé de bronze aux championnats du monde de Bakou en 2011 dans la catégorie super-légers, sa carrière amateur est également marquée par deux médailles d'argent aux championnats d'Europe d'Ankara la même année et à Moscou en 2010 en poids légers.

## Palmarès

### Jeux olympiques
- Qualifié pour les Jeux de 2012 à Londres, Angleterre

### Championnats du monde de boxe amateur
- Médaille de bronze en -64 kg en 2011 à Bakou, Azerbaïdjan

### Championnats d'Europe de boxe amateur
- Médaille d'argent en -64 kg en 2011 à Ankara, Turquie
- Médaille d'argent en -60 kg en 2010 à Moscou, Russie

### Jeux du Commonwealth
- Médaille d'or en -60 kg en 2010 à New Delhi,  Inde

## Référence
1. ↑  (en) Résultats des championnats du monde de boxe amateur 2011 (amateur-boxing.strefa.pl)